# Molly Renshaw
Molly Renshaw (née le 6 mai 1996 à Mansfield) est une nageuse britannique.
Elle remporte deux médailles aux Jeux du Commonwealth de 2014 pour l'Angleterre dont celle d'argent sur le relais 4 × 100 m quatre nages et elle de bronze sur le 200 m brasse puis celle d'argent aux Championnats d'Europe de Berlin sur le 200 m brasse.

## Palmarès

### Championnats du monde petit bassin
- Championnats du monde 2016 à Windsor (Canada):
  -  Médaille d'or du 200 m brasse
- Championnats du monde 2021 à Abou Dabi (Émirats arabes unis)
  -  Médaille de bronze du 200 m brasse

### Championnats d'Europe
- Championnats d'Europe 2014 à Berlin (Allemagne):
  -  Médaille d'argent du 200 m brasse

- Championnats d'Europe 2016 à Londres (Royaume-Uni):
  -  Médaille d'or au titre du relais 4 x 100 m quatre nages (ne participe qu'aux séries)
- Championnats d'Europe 2018 à Glasgow (Écosse):
  -  Médaille de bronze du 200 m brasse
- Championnats d'Europe 2020 à Budapest (Hongrie):
  -  Médaille d'or du 200 m brasse
  -  Médaille d'or du relai 4 x 100 m quatre nages

### Championnats d'Europe petit bassin
- Championnats d'Europe 2019 à Glasgow (Écosse):
  -  Médaille d'argent du 200 m brasse

### Jeux du Commonwealth
- Jeux du Commonwealth de 2014 à Glasgow (Écosse):
  -  Médaille d'argent du relais 4 × 100 m quatre nages
  -  Médaille de bronze du 200 m brasse
- Jeux du Commonwealth de 2018 à Gold Coast (Australie):
  -  Médaille d'argent du 200 m brasse
- Jeux du Commonwealth de 2022 à Birmingham (Royaume-Uni):
  -  Médaille de bronze du relai 4 x 100 m quatre nages[1]